# Santa María Texcatitlán
Santa María Texcatitlán là một đô thị thuộc bang Oaxaca, México. Năm 2005, dân số của đô thị này là 911 người.